# Diócesis de El Vigía-San Carlos del Zulia
La diócesis de El Vigía-San Carlos del Zulia (en latín: Dioecesis Vigilantis-Sancti Caroli Zuliensis) es una circunscripción eclesiástica de la Iglesia católica en Venezuela. Se trata de una diócesis latina, sufragánea de la arquidiócesis de Maracaibo. Desde el 17 de abril de 2015 su obispo es Juan de Dios Peña Rojas.

## Territorio y organización
La diócesis tiene 8057 km² y extiende su jurisdicción sobre los fieles católicos de rito latino residentes en:
- 3 municipios del estado Zulia ubicados en el Sur del Lago de Maracaibo: Colón, Francisco Javier Pulgar (creado en 1995 con parte del municipio Colón) y Sucre;
- 6 municipios del estado Mérida: Alberto Adriani, Obispo Ramos de Lora, Caracciolo Parra Olmedo, Tulio Febres-Cordero, Justo Briceño y Julio César Salas.

La sede de la diócesis se encuentra en El Vigía, en donde se halla la Catedral de Nuestra Señora del Perpetuo Socorro. En San Carlos del Zulia se encuentra la Concatedral de San Carlos Borromeo.
En 2021 en la diócesis existían 32 parroquias.

## Historia
La diócesis fue erigida el 7 de julio de 1994 mediante la bula Sacrorum Antistites del papa Juan Pablo II, obteniendo el territorio de la diócesis de Cabimas (municipio Sucre) y de las arquidiócesis de Maracaibo (municipio Colón) y Mérida (municipios Alberto Adriani, Obispo Ramos de Lora, Caracciolo Parra y Olmedo, Tulio Febres Cordero, Justo Briceño, Julio César Salas), pasando a ser sufragánea de Maracaibo.

## Estadísticas
Según el Anuario Pontificio 2022 la diócesis tenía a fines de 2021 un total de 434 350 fieles bautizados.
| Año                                                                             | Población            | Población | Población      | Sacerdotes | Sacerdotes    | Sacerdotes    | Bautizados por sacerdote | Diáconos permanentes | Religiosos | Religiosos | Parroquias |
| Año                                                                             | Bautizados católicos | Total     | % de católicos | Total      | Clero secular | Clero regular | Bautizados por sacerdote | Diáconos permanentes | Varones    | Mujeres    | Parroquias |
| ------------------------------------------------------------------------------- | -------------------- | --------- | -------------- | ---------- | ------------- | ------------- | ------------------------ | -------------------- | ---------- | ---------- | ---------- |
| 1999                                                                            | 323 000              | 340 000   | 95.0           | 20         | 17            | 3             | 16 150                   |                      | 3          | 35         | 18         |
| 2000                                                                            | 323 000              | 340 000   | 95.0           | 20         | 17            | 3             | 16 150                   |                      | 3          | 35         | 18         |
| 2001                                                                            | 411 740              | 457 489   | 90.0           | 22         | 22            |               | 18 715                   |                      |            | 35         | 17         |
| 2002                                                                            | 353 596              | 364 532   | 97.0           | 27         | 27            |               | 13 096                   |                      |            | 38         | 21         |
| 2004                                                                            | 357 130              | 368 176   | 97.0           | 30         | 30            |               | 11 904                   |                      |            | 38         | 22         |
| 2006                                                                            | 369 263              | 381 000   | 96.9           | 33         | 33            |               | 11 189                   |                      |            | 24         | 26         |
| 2013                                                                            | 420 000              | 426 000   | 98.6           | 30         | 30            |               | 14 000                   |                      | 3          | 15         | 28         |
| 2016                                                                            | 438 000              | 462 267   | 94.8           | 32         | 32            |               | 13 687                   |                      |            | 17         | 28         |
| 2019                                                                            | 424 138              | 546 405   | 77.6           | 41         | 41            |               | 10 344                   |                      |            | 19         | 30         |
| 2021                                                                            | 434 350              | 559 840   | 77.6           | 37         | 37            |               | 11 739                   |                      |            | 15         | 32         |
| Fuente: Catholic-Hierarchy, que a su vez toma los datos del Anuario Pontificio. |                      |           |                |            |               |               |                          |                      |            |            |            |

## Episcopologio
- Sede vacante (1994-1999)

- William Enrique Delgado Silva (14 de abril de 1999-26 de julio de 2005 nombrado obispo de Cabimas)[nota 2]
- José Luis Azuaje Ayala (15 de julio de 2006-30 de agosto de 2013 nombrado obispo de Barinas)
- Juan de Dios Peña Rojas, desde el 17 de abril de 2015[3]

## Galería de imágenes

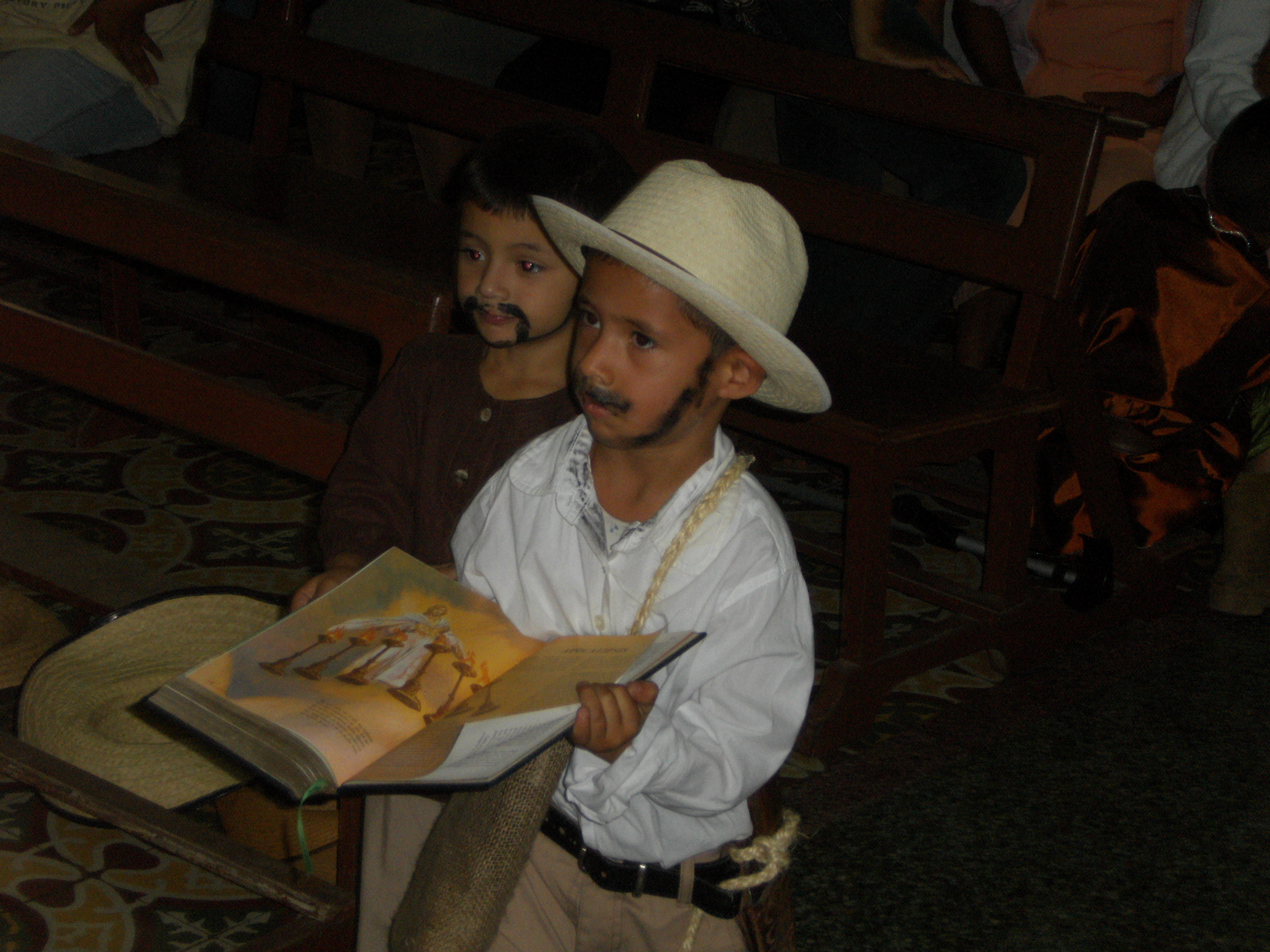
Proclamación de fe en la diócesis de El Vigía-San Carlos del Zulia
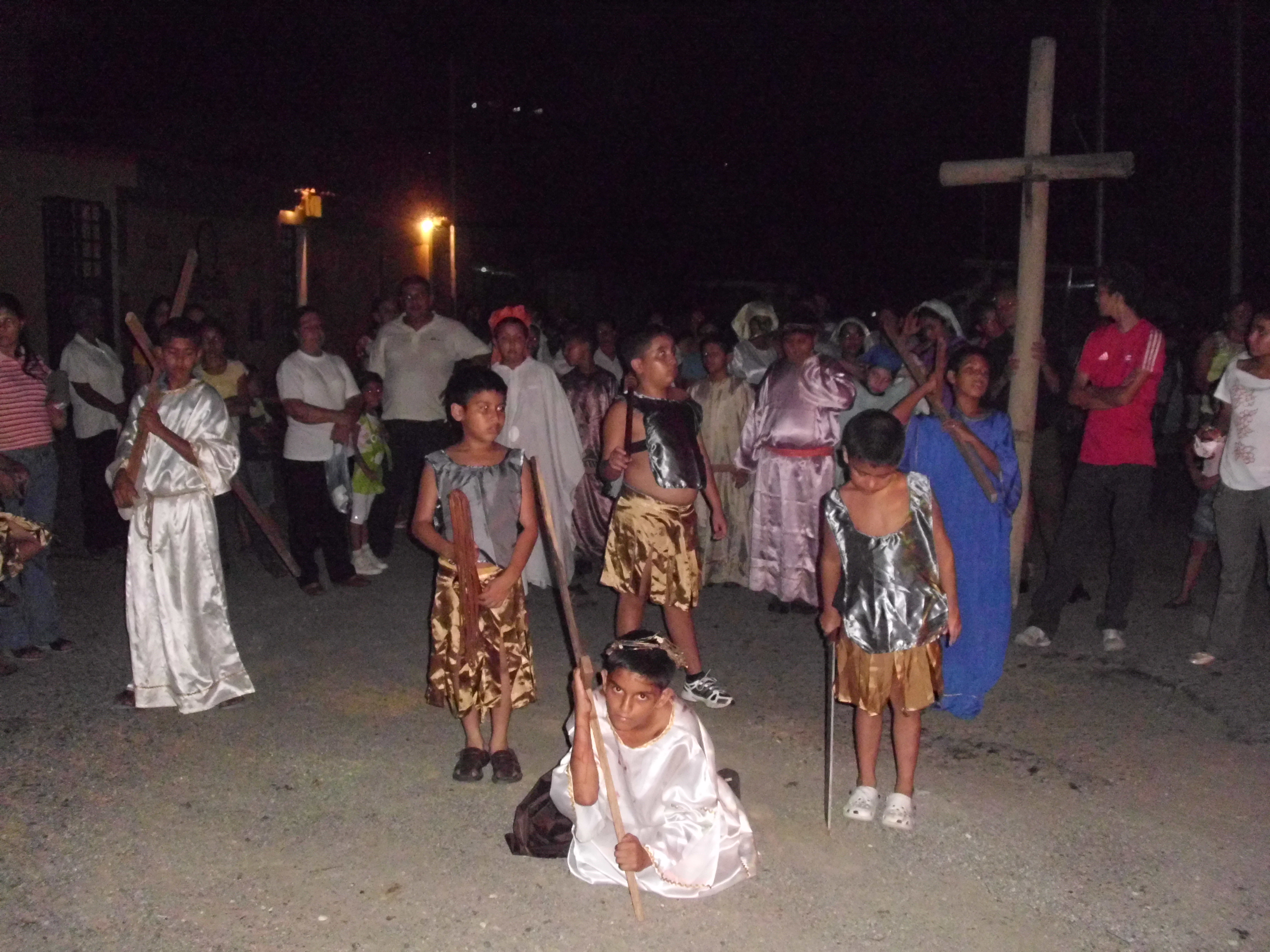
Semana Santa en El Vigía, estado Mérida
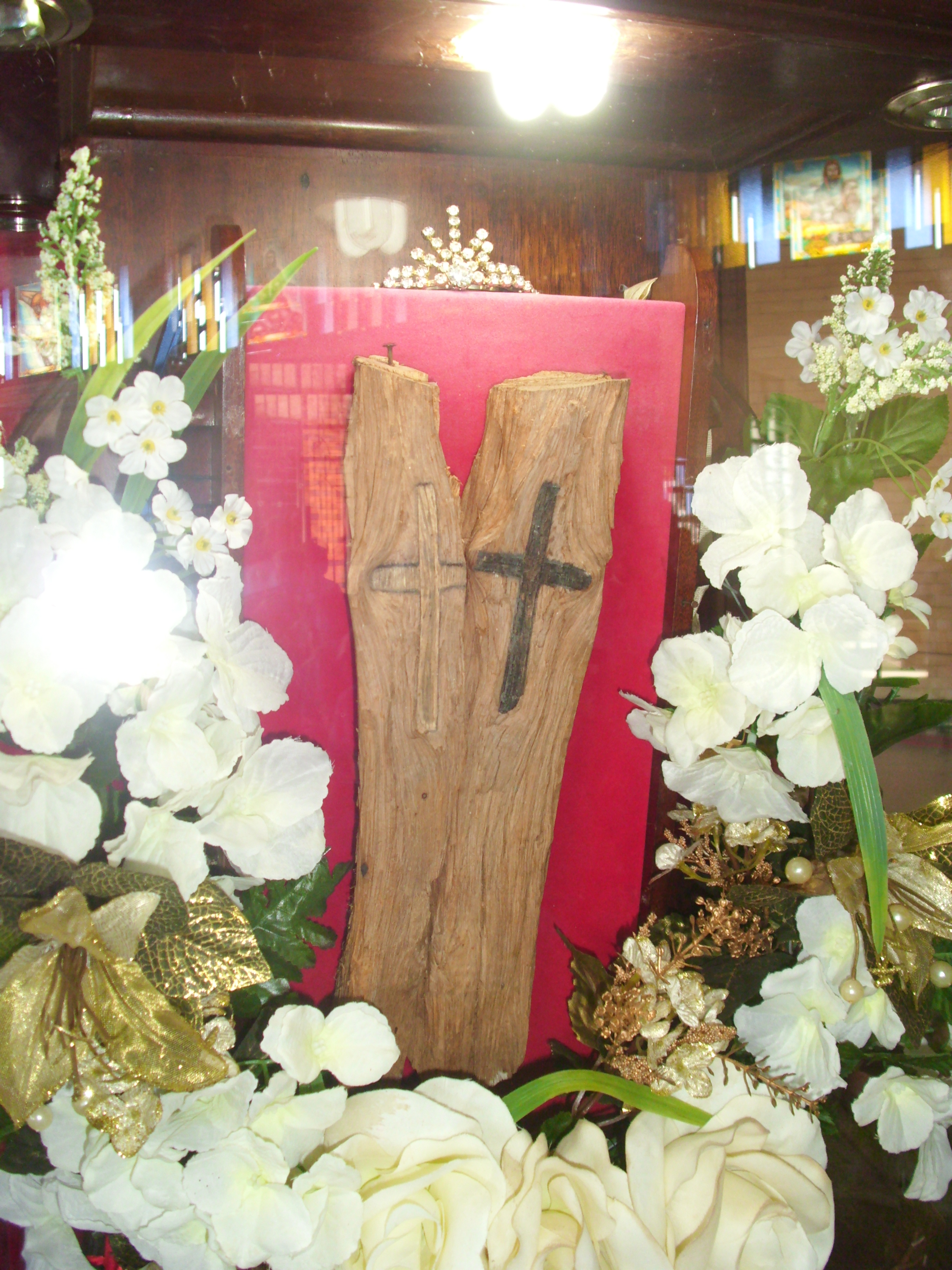
Reliquia de la Santa Cruz Aparecida, municipio Colón del estado Zulia